# Ultra Blue
Ultra Blue es el quinto álbum de la carrera japonesa de Utada Hikaru. Fue lanzado el 14 de junio de 2006, coincidiendo con el tour nacional de la cantante, Utada United 2006. El disco contiene 7 canciones totalmente nuevas y seis singles; "Colors", "Dareka No Negai ga Ganau Koro" (Cuando los sueños se hacen realidad), "Be My Last", "Passion" (tema principal del videojuego "Kingdom Hearts II"), "Keep Tryin'" y "Wings" (incluido en el mismo sencillo de "Keep Tryin'".)

## Lista de canciones
1. "This Is Love"
2. "Keep Tryin'"
3. "BLUE"
4. "Nichiyō no Asa" (日曜の朝?  lit. "Mañana de Domingo")
5. "Making Love"
6. "Dareka no Negai ga Kanau Koro" (誰かの願いが叶うころ?  lit. "Cuando los sueños se hacen realidad")
7. "COLORS"
8. "One Night Magic feat. Yamada Masashi"
9. "Kairo" (海路?  lit. "Ruta Marina")
10. "WINGS"
11. "Be My Last"
12. "Eclipse (Interlude)"
13. "Passion"

## Curiosidades
- Nichiyo No Asa es una referencia a la mañana de Navidades 2005, que fue un Domingo.
- "This is Love" fue lanzado como sencillo digital del disco, por iTunes.
- El vocalista del grupo nipón The Back Horn, Yamada Masashi, colabora en una de las canciones, "One night Magic".
- El álbum ha tenido una fuerte promoción.
- Muchos fanes se han quejado de que "Colors" y "Dareka No negai ga Ganau Koro" estén incluidas, clasificándolas de demasiado "viejas"("Colors" fue lanzado en 2003.). La artista ha declarado que a pesar de que "Colors" y "Dareka..." ya estaban incluidas en otros álbumes ("Colors" se encuentra en Utada Hikaru Single Collection v.1 y "Dareka..." en la banda sonora de la película Casshern) prefiere tener ambas canciones agrupadas en un disco "normal".
- En su primer día, el disco ya es Número 1 en Japón.
- El álbum ha vendido 1,300,000 de copias.

- Datos: Q2702745